# Trajection
 (janvier 2015).
Si vous disposez d'ouvrages ou d'articles de référence ou si vous connaissez des sites web de qualité traitant du thème abordé ici, merci de compléter l'article en donnant les références utiles à sa vérifiabilité et en les liant à la section « Notes et références ».
La trajection est un concept introduit dans Le sauvage et l’artifice. Les Japonais devant la nature (Paris, Gallimard, 1986) par Augustin Berque, qui le traduira ensuite par tsûtaika 通態化 pour l’édition japonaise du même livre (Tokyo, Chikuma, 1988).

## Signification et histoire du concept
Avec les notions corrélatives de trajectivité, trajectif, trajectivement, il s’agit initialement de représenter le fait que la réalité concrète des milieux humains, tel le paysage, est insaisissable par le dualisme moderne, car elle n’est réductible à aucun des deux pôles théoriques du sujet et de l’objet. Elle relève d’une dimension intermédiaire, la trajectivité, qui n’est ni proprement objective, ni proprement subjective. La trajection est l’opération par laquelle les pôles théoriques du sujet et de l’objet sont mis en relation pour produire la réalité concrète, qui est trajective. Cette relation est un « trajet » en va-et-vient entre ces deux pôles, comme l’exprime le sinogramme 通, qui lu en japonais kayou signifie « aller et venir ».

Que le paysage, par exemple, ne soit ni proprement objectif ni proprement subjectif, mais trajectif, permet de comprendre pourquoi cette notion n’a pas toujours ni partout existé. Elle est apparue en Chine du Sud au IVe siècle de l’ère chrétienne, et à la Renaissance en Europe. C’est dire qu’à partir d’un certain moment, le donné environnemental a été saisi en tant que paysage par certaines sociétés. Ce « saisir en tant que » est au cœur du processus de la trajection. 

Augustin Berque a développé son analyse de la trajection dans le cadre d’une problématique de l’écoumène, ce dernier terme étant entendu comme l’ensemble des milieux humains, ou la relation onto-géographique de l’humanité avec la Terre (voir Écoumène. Introduction à l’étude des milieux humains, Paris, Belin, 2000). Il se réfère aux travaux pionniers d’auteurs comme le philosophe japonais Tetsurō Watsuji (1889-1960) et le naturaliste germano-balte Jakob von Uexküll (1864-1944) pour définir une mésologie, étude des milieux concrètement vécus par les êtres vivants (humains en particulier), comme distincte de l’écologie, qui en tant que science de l’environnement objectif suppose l’abstraction de l’observateur hors du milieu qu’il observe. La distinction entre milieu (concrètement vécu) et environnement (objectivé par l’abstraction scientifique), dans la mésologie berquienne, répond à la distinction établie entre Umwelt et Umgebung par Uexküll dans ce qu’il a nommé Umweltlehre (étude des milieux), et par Watsuji entre fûdo 風土 et shizen kankyô 自然環境 dans ce qu’il a nommé fûdoron 風土論 (étude des milieux humains). 

À la différence de ces deux prédécesseurs, toutefois, Augustin Berque s’attache au principe logique et ontologique du passage – la trajection – entre le donné environnemental objectif (l’Umgebung d’Uexküll) et le milieu concrètement vécu (l’Umwelt d’Uexküll) par un certain être individuel ou collectif (organisme, personne, société, espèce…). Il en arrive à définir la réalité selon la formule r = S/P, ce qui se lit ainsi: la réalité r, c’est le sujet logique S (ce dont il s’agit) en tant que le prédicat P en éprouve la saisie dans son propre advenu existentiel, i.e. selon le filtre perceptif et en fonction des besoins spécifiques propres à son espèce à un stade donné de son évolution (donc le mode selon lequel S est saisi par les sens, l’action, la pensée et la parole pour l'espèce humaine, les sens et l'action pour les autres espèces) . En pratique, S est l’Umgebung, et P l’Umwelt. Ce processus, i.e. la trajection, est analogue à une prédication en logique, mais il est beaucoup plus général, car la saisie de S en tant que P n’est pas seulement verbale ; elle s’incarne concrètement dans tous les aspects de la relation entre l’être et ce qui l’entoure. 

D’autre part, la trajection est bien un processus, qui se déroule dans le temps. La formule r = S/P n’en donne qu’un instantané abstrait. En réalité, il y a deux phases dans la trajection, qui sont théoriquement successives, mais pratiquement simultanées : d’une part, S est assumé en tant que P – par exemple, le donné environnemental assumé en tant que paysage –, d’où la réalité concrète du milieu (S/P) ; d’autre part, cette réalité S/P se trouve placée en position de sujet S’ par rapport à un prédicat ultérieur P’, et ainsi de suite, indéfiniment. Ce processus, la chaîne trajective, peut se représenter par la formule (((S/P)/P’)/P’’)/P’’’… et ainsi de suite. 

Or c’est dire, puisque dans l’histoire de la pensée européenne le couple sujet/prédicat en logique est homologue au couple substance/accident en métaphysique, que le prédicat P, via la réalité trajective S/P, est indéfiniment substantialisé (i.e. hypostasié) en S’, S’’, S’’’ et ainsi de suite. Concrètement, cela signifie que le mode (en soi insubstantiel) de la saisie des objets (en soi substantiels) qui nous entourent (i.e. l’Umgebung) est peu à peu investi dans ces objets pour en faire des choses concrètement relatives à notre existence, c’est-à-dire trajectives. C’est ainsi que les milieux se constituent historiquement – et, à une autre échelle de temps, évolutionnairement – à la surface de la Terre, qui en est l’Umgebung initiale. 

Par exemple, la saisie de l’environnement (S) en tant que paysage (P), au départ simple façon de voir et de dire, a engendré peu à peu des transformations de plus en plus substantielles de l’environnement lui-même. Berque a illustré de telles chaînes trajectives par des exemples concrets dans Histoire de l’habitat idéal, de l’Orient vers l’Occident (Paris, Le Félin, 2010) et dans Poétique de la Terre. Histoire naturelle et histoire humaine, essai de mésologie (Paris, Belin, 2014). Il en a fait la synthèse d’un point de vue général dans La mésologie, pourquoi et pour quoi faire ? (Nanterre La Défense, Presses universitaires de Paris Ouest, 2014).